# Parfondeval (Orne)
Pour les articles homonymes, voir Parfondeval.
Parfondeval est une commune française, située dans le département de l'Orne en région Normandie, dans le Perche. Elle est peuplée de 104 habitants.

## Géographie
La commune est à l'ouest du Perche. Son bourg est à 6 km au sud-ouest de Mortagne-au-Perche, à 9 km au nord-est de Pervenchères, à 15 km au nord de Bellême et à 16 km à l'est du Mêle-sur-Sarthe. Elle s'étend sur une trentaine d'ha.
Le point culminant (212 m) se situe au nord, au lieu-dit la Rosière. Le point le plus bas (166 m) correspond à la sortie d'un court affluent de l'Huisne du territoire, au sud-est. La commune est semi-bocagère.
| Courgeoût | Courgeoût             | Saint-Langis-lès-Mortagne |
| Coulimer  | Parfondeval           | Saint-Denis-sur-Huisne    |
| Coulimer  | Saint-Jouin-de-Blavou | Saint-Denis-sur-Huisne    |

### Hydrographie
La commune est située dans le bassin Loire-Bretagne. Elle n'est drainée par aucun cours d'eau,.

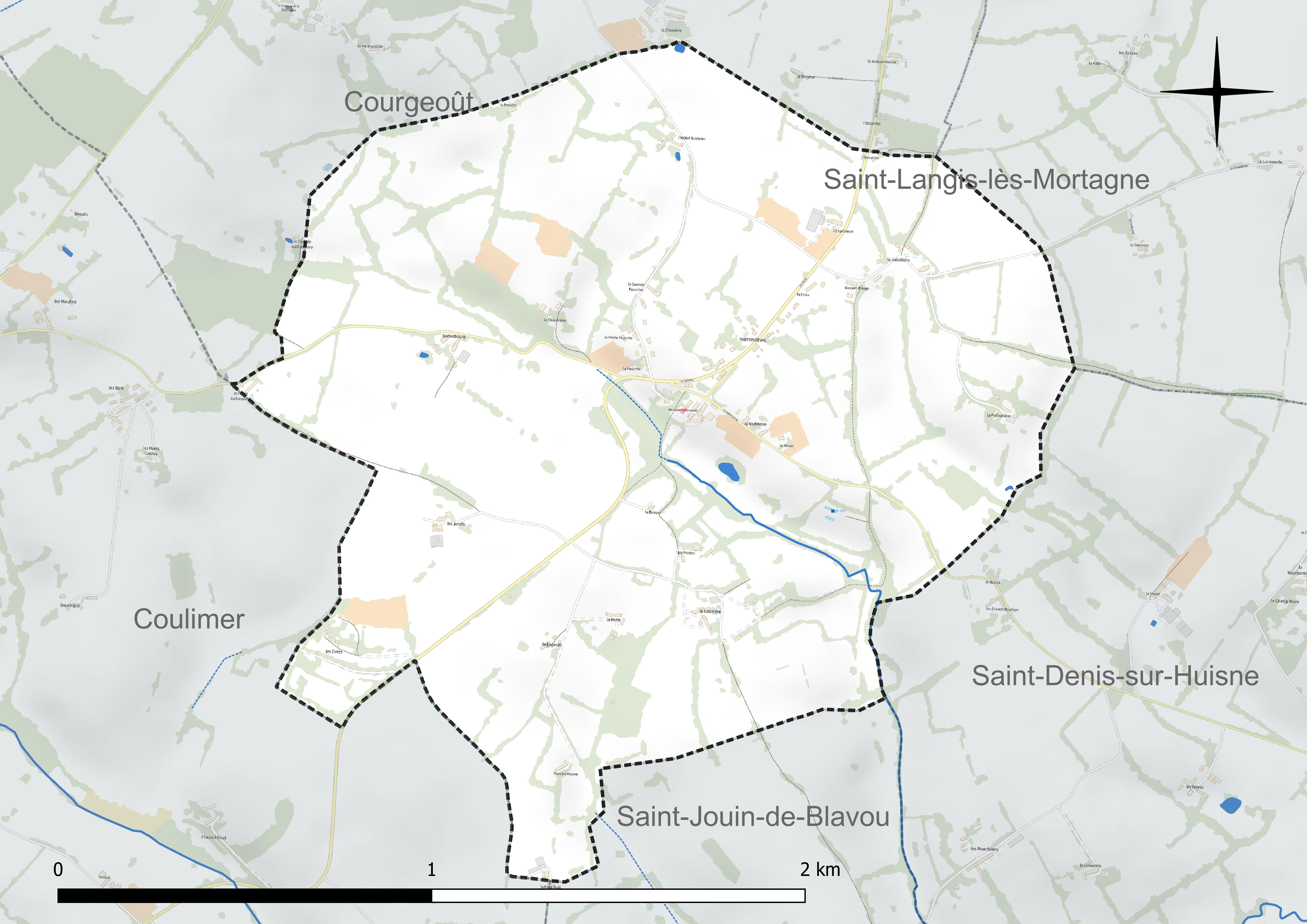
Réseau hydrographique de Parfondeval.

### Climat
Pour des articles plus généraux, voir Climat de la Normandie et Climat de l'Orne.
En 2010, le climat de la commune est de type climat océanique dégradé des plaines du Centre et du Nord, selon une étude du CNRS s'appuyant sur une série de données couvrant la période 1971-2000. En 2020, Météo-France publie une typologie des climats de la France métropolitaine dans laquelle la commune est exposée à un climat océanique altéré et est dans la région climatique Normandie (Cotentin, Orne), caractérisée par une pluviométrie relativement élevée (850 mm/a) et un été frais (15,5 °C) et venté. Parallèlement le GIEC normand, un groupe régional d’experts sur le climat, différencie quant à lui, dans une étude de 2020, trois grands types de climats pour la région Normandie, nuancés à une échelle plus fine par les facteurs géographiques locaux. La commune est, selon ce zonage, exposée à un « climat contrasté des collines », correspondant au Pays d'Ouche et au Perche et bénéficiant d’un caractère continental affirmé avec des précipitations atténuées et des amplitudes thermiques fortes.
Pour la période 1971-2000, la température annuelle moyenne est de 10,6 °C, avec une amplitude thermique annuelle de 14,1 °C. Le cumul annuel moyen de précipitations est de 782 mm, avec 12,4 jours de précipitations en janvier et 7,7 jours en juillet. Pour la période 1991-2020, la température moyenne annuelle observée sur la station météorologique la plus proche, située sur la commune de Mortagne-au-Perche à 5 km à vol d'oiseau, est de 11,5 °C et le cumul annuel moyen de précipitations est de 802,0 mm,. Pour l'avenir, les paramètres climatiques de la commune estimés pour 2050 selon différents scénarios d’émission de gaz à effet de serre sont consultables sur un site dédié publié par Météo-France en novembre 2022.

## Urbanisme

### Typologie
Au 1er janvier 2024, Parfondeval est catégorisée commune rurale à habitat dispersé, selon la nouvelle grille communale de densité à sept niveaux définie par l'Insee en 2022.
Elle est située hors unité urbaine. Par ailleurs la commune fait partie de l'aire d'attraction de Mortagne-au-Perche, dont elle est une commune de la couronne,. Cette aire, qui regroupe 25 communes, est catégorisée dans les aires de moins de 50 000 habitants,.

### Occupation des sols
L'occupation des sols de la commune, telle qu'elle ressort de la base de données européenne d’occupation biophysique des sols Corine Land Cover (CLC), est marquée par l'importance des territoires agricoles (100 % en 2018), une proportion identique à celle de 1990 (100 %). La répartition détaillée en 2018 est la suivante : 
prairies (66,4 %), terres arables (28,6 %), zones agricoles hétérogènes (5 %). L'évolution de l’occupation des sols de la commune et de ses infrastructures peut être observée sur les différentes représentations cartographiques du territoire : la carte de Cassini (XVIIIe siècle), la carte d'état-major (1820-1866) et les cartes ou photos aériennes de l'IGN pour la période actuelle (1950 à aujourd'hui).

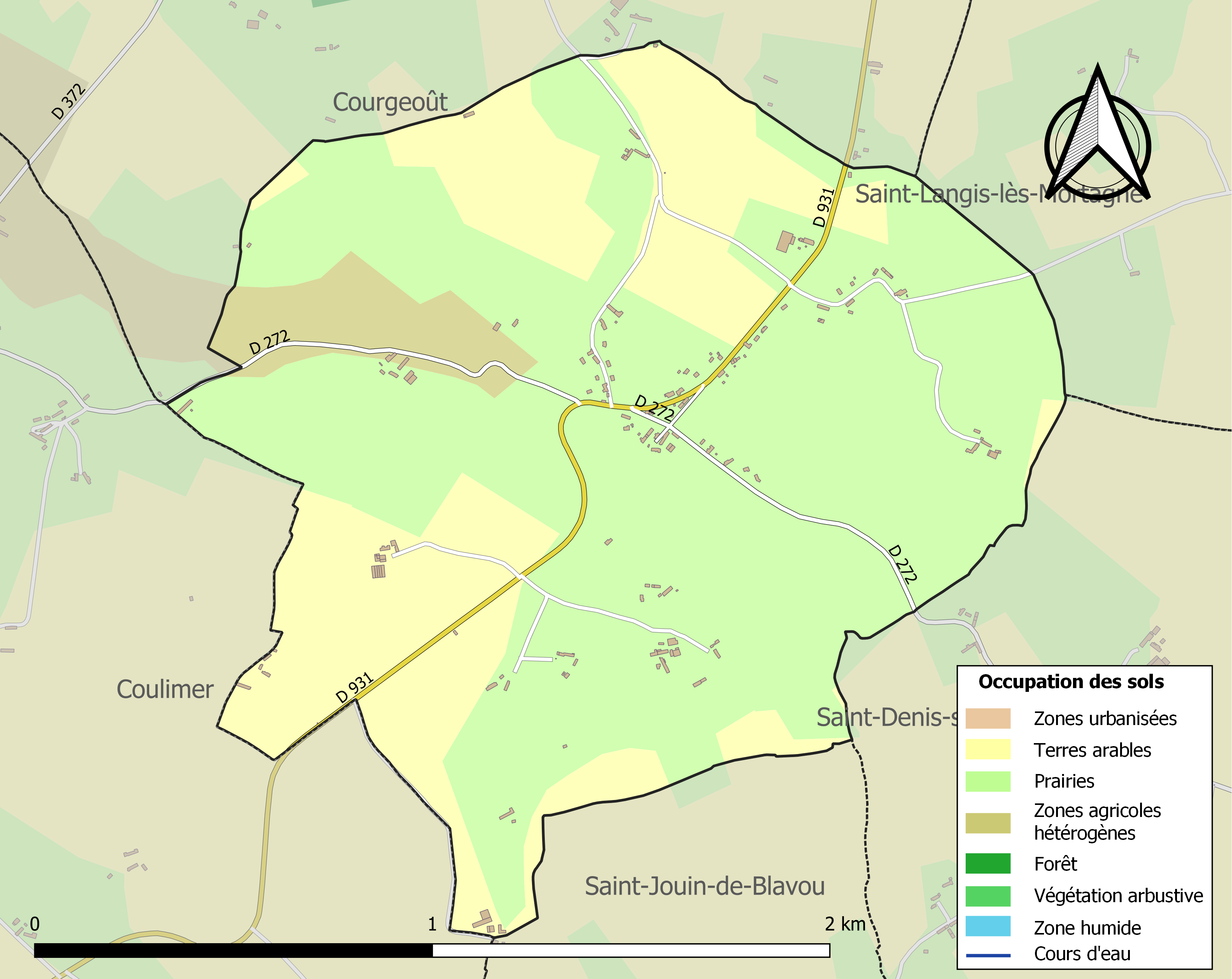
Carte des infrastructures et de l'occupation des sols de la commune en 2018 (CLC).

## Toponymie
Le nom de la localité est attesté sous la forme Perfondeval en 1373. Le toponyme est issu de l'ancien français parfond, « profond », et val. La topographie confirme par une position de l'église en surplomb d'un vallon creusé par un affluent de l'Huisne. Le gentilé est Parfondevalais. Une commune homonyme est située dans le département de l'Aisne.

## Histoire
Au XIIe siècle, l'église est érigée. Au XVIIe siècle, des habitants de Parfondeval, dont Jean Trudel, font partie des Français qui émigrent en Nouvelle-France et s'installent sur la Côte de Beaupré, près de Québec, au Canada. Plusieurs dizaines de milliers de Québécois en descendent. La maison natale de Jean Trudel existe toujours et y a accueilli nombre de ses descendants.

## Politique et administration
| Période                                  | Période   | Identité             | Étiquette | Qualité              |
| ---------------------------------------- | --------- | -------------------- | --------- | -------------------- |
| ?                                        | 1971      | Maurice Lesquerbauld | SE        |                      |
| 1971                                     | mars 2014 | Rémi Vaux            | SE        |                      |
| mars 2014                                | En cours  | René Desjouis        | SE        | Agriculteur retraité |
| Les données manquantes sont à compléter. |           |                      |           |                      |

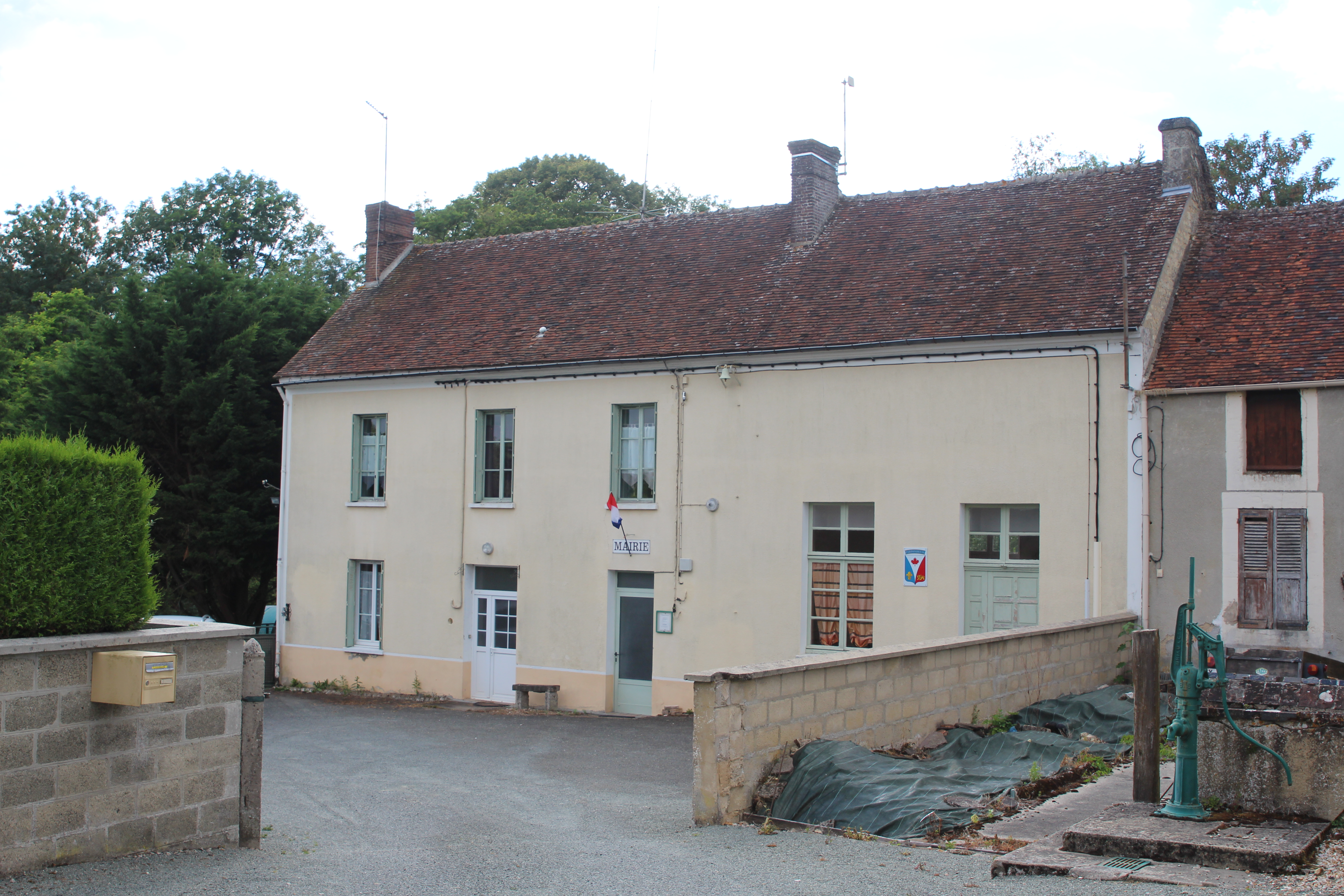
Mairie de Parfondeval

Le conseil municipal est composé de onze membres dont le maire et deux adjoints.

## Démographie
L'évolution du nombre d'habitants est connue à travers les recensements de la population effectués dans la commune depuis 1793. Pour les communes de moins de 10 000 habitants, une enquête de recensement portant sur toute la population est réalisée tous les cinq ans, les populations de référence des années intermédiaires étant quant à elles estimées par interpolation ou extrapolation. Pour la commune, le premier recensement exhaustif entrant dans le cadre du nouveau dispositif a été réalisé en 2008.
En 2022, la commune comptait 104 habitants, en évolution de −7,96 % par rapport à 2016 (Orne : −3,21 %, France hors Mayotte : +2,11 %).
Parfondeval a compté jusqu'à 309 habitants en 1856.
| 1793 | 1800 | 1806 | 1821 | 1836 | 1841 | 1846 | 1851 | 1856 |
| ---- | ---- | ---- | ---- | ---- | ---- | ---- | ---- | ---- |
| 183  | 181  | 218  | 215  | 260  | 262  | 306  | 303  | 309  |

| 1861 | 1866 | 1872 | 1876 | 1881 | 1886 | 1891 | 1896 | 1901 |
| ---- | ---- | ---- | ---- | ---- | ---- | ---- | ---- | ---- |
| 303  | 271  | 256  | 236  | 234  | 214  | 211  | 195  | 172  |

| 1906 | 1911 | 1921 | 1926 | 1931 | 1936 | 1946 | 1954 | 1962 |
| ---- | ---- | ---- | ---- | ---- | ---- | ---- | ---- | ---- |
| 164  | 158  | 140  | 134  | 154  | 143  | 133  | 154  | 148  |

| 1968 | 1975 | 1982 | 1990 | 1999 | 2006 | 2008 | 2013 | 2018 |
| ---- | ---- | ---- | ---- | ---- | ---- | ---- | ---- | ---- |
| 149  | 122  | 106  | 121  | 96   | 104  | 106  | 113  | 109  |

| 2022 | - | - | - | - | - | - | - | - |
| ---- | - | - | - | - | - | - | - | - |
| 104  | - | - | - | - | - | - | - | - |

## Lieux et monuments
- Église Notre-Dame de l'Assomption, érigée il y a plus de 800 ans, au XIIe siècle. Style roman. Une association a été lancée en 2025 pour la restaurer[25].
- Chevérie de Parfondeval. Maison natale de Jean Trudel

## Héraldique
| Blason de Parfondeval | Blason  | Tiercé en pointe renversée ployée : au 1er d'azur à une fleur de lis d'or, au 2e d'argent à une feuille d'érable de gueules, au 3e de gueules au léopard d'or. |
| Blason de Parfondeval | Détails | Le léopard d'or sur champ de gueules rappelle les armes de la Normandie Adopté par la municipalité le 13 octobre 2011.                                         |